# Armida (Weir)
Armida è un'opera contemporanea della compositrice Judith Weir. La prima ha avuto luogo il 25 dicembre 2005 in televisione, sulla stazione britannica Channel 4, che aveva commissionato il lavoro. Il libretto in inglese, scritto dalla  Weir, è vagamente basato sulla storia di Rinaldo e Armida, da La Gerusalemme liberata  di Torquato Tasso.

## Caratteri

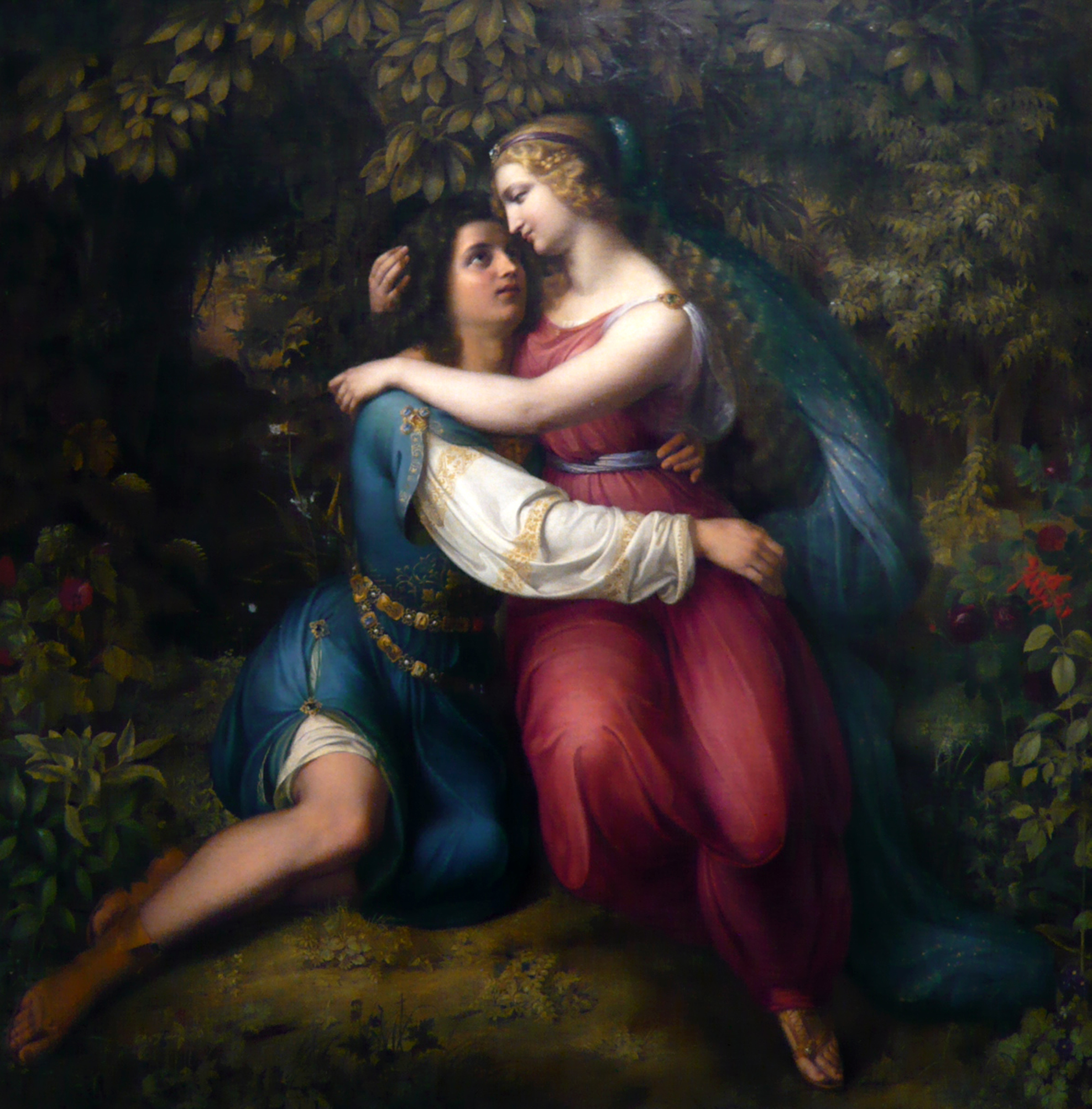
Rinaldo e Armida

Nell'opera della Weir, lunga 50 minuti, l'ambientazione medievale originale del Tasso è aggiornata ad un conflitto moderno nel Medio-Oriente che allude, pur senza mai menzionarla esplicitamente, alla Guerra in Iraq. Rinaldo, cavaliere cristiano in Tasso, diventa un ufficiale dell'esercito, in conflitto fra il suo amore per la pace ed il suo dovere di soldato. Armida, bellissima maga musulmana in Tasso, diventa un'iperattiva giornalista televisiva, ugualmente in conflitto per la sua professione come giornalista di guerra nel suo paese occupato. Si introduce nell'accampamento militare, apparentemente per intervistare i soldati, ma con l'intento di minarne la determinazione. Quando lei e Rinaldo si innamorano, lei lo trascina magicamente via nel suo nuovo elicottero verso una città moresca incantata. I suoi compagni d'armi tentano di liberarlo, ma Rinaldo non ha più voglia di combattere. Alla fine l'amore trionfa per entrambi: il giornalismo e la guerra vengono sostituiti da quello che la Weir chiama nel suo libretto "coltivazione e riposo". Rinaldo e i suoi commilitoni iniziano a coltivare fiori e vegetali nel deserto, mentre il datore di lavoro di Armida, il «Metropolis News», decide di smettere di seguire le guerre e si specializza in spettacoli di giardinaggio.
La partitura strumentale è scritta per  clarinetto basso, sassofono soprano, percussioni, pianoforte e archi e fu eseguita nella prima da The Continuum Ensemble diretto da Philip Headlam. Il ruolo principale è stato interpretato dal soprano americano Talise Trevigne mentre il tenore americano, Kenneth Tarver ha cantato come Rinaldo. La produzione, filmata in Marocco, è stata diretta da Margaret Williams.

## Ruoli
| Ruolo                                                   | Voce                   | Cast della prima, 25 dicembre 2005 (Direttore: Philip Headlam) |
| ------------------------------------------------------- | ---------------------- | -------------------------------------------------------------- |
| Armida                                                  | soprano                | Talise Trevigne                                                |
| Rinaldo                                                 | tenore                 | Kenneth Tarver                                                 |
| Goffredo                                                | basso                  | Dean Robinson                                                  |
| Ms. Pescado, una giornalista del meteo, amica di Armida | soprano                | Donna Bateman                                                  |
| Idraote                                                 | basso o basso-baritono | Nicholas Folwell                                               |
| Carlo                                                   | baritono               | Grant Doyle                                                    |
| Ubaldo                                                  | tenore                 | Olivier Dumait                                                 |